# Chainsaw Man
Chainsaw Man (jap. チェンソーマン Chensō Man) – manga autorstwa Tatsukiego Fujimoto, publikowana na łamach magazynu „Shūkan Shōnen Jump” wydawnictwa Shūeisha od grudnia 2018 do grudnia 2020. Jej druga część ukazuje się w magazynie internetowym „Shōnen Jump+” od lipca 2022. W Polsce licencję na wydanie mangi zakupiło Waneko.
Na podstawie mangi studio MAPPA wyprodukowało serial anime, który emitowano od października do grudnia 2022. Premiera filmu kinowego zaplanowana jest na wrzesień 2025.

## Fabuła
Gdy umiera jego ojciec, Denji tonie w długach i nie ma perspektyw na ich spłacenie. Zdobywa środki pieniężne polując na demony z wykorzystaniem piły mechanicznej na zlecenie yakuzy, w czym pomaga mu Pochita, psi demon. Pewnego dnia jednak jego pracodawca go zdradza, w wyniku czego Denji zostaje zabity przez demona-zombie. Pochita postanawia uratować swego pana, poświęcając przy tym własne życie. Od tej pory Denji odradza się jako hybryda demona i człowieka.

## Bohaterowie
- Denji (jap. デンジ) / Chainsaw Man (jap. チェンソーマン Chensō Man)

Seiyū: Kikunosuke Toya 
- Makima (jap. マキマ) / Nayuta (jap. ナユタ)

Seiyū: Tomori Kusunoki 
- Power (jap. パワー Pawā)

Seiyū: Fairouz Ai 
- Aki Hayakawa (jap. 早川アキ Hayakawa Aki)

Seiyū: Shogo Sakata 
- Kobeni Higashiyama (jap. 東山 コベニ Higashiyama Kobeni)

Seiyū: Karin Takahashi 
- Kishibe (jap. 岸辺)

Seiyū: Kenjiro Tsuda 
- Himeno (jap. 姫野)

Seiyū: Mariya Ise 
- Hirokazu Arai (jap. 荒井 ヒロカズ Arai Hirokazu)

Seiyū: Taku Yashiro 
- Pochita (jap. ポチタ)

Seiyū: Shiori Izawa 

## Manga
Manga Chainsaw Man jest tworzona przez Tatsukiego Fujimoto, który znany jest także z innej serii: Fire Punch. Pierwsza część mangi ukazywała się na łamach magazynu „Shūkan Shōnen Jump” wydawnictwa Shūeisha od 3 grudnia 2018 do 14 grudnia 2020. Seria została również opublikowana w 11 tankōbonach, wydawanych między 4 marca 2019 a 4 marca 2021.
W Polsce prawa do dystrybucji mangi wykupiło Waneko.
14 grudnia 2020, po zakończeniu publikacji w „Shūkan Shōnen Jump”, zapowiedziano powstanie drugiej części, która ukazuje się w magazynie internetowym „Shōnen Jump+”. Jej pierwszy rozdział został opublikowany 13 lipca 2022.

## Powieść
Powieść, zatytułowana Chainsaw Man: Buddy Stories (jap. チェンソーマン　バディ・ストーリーズ Chensō Man badi sutōrīzu), napisana przez Sakaku Hishikawę z ilustracjami Tatsukiego Fujimoto, została wydana 4 listopada 2021. W Polsce ukazała się ona 7 października 2022 nakładem wydawnictwa Waneko.

## Anime
14 grudnia 2020 ogłoszono, że manga otrzyma adaptację w formie telewizyjnego serialu anime wyprodukowanego przez studio MAPPA. Pierwszy zwiastun serii został zaprezentowany podczas wydarzenia „MAPPA Stage 2021 - 10th Anniversary”, które odbyło się 27 czerwca 2021. Serial emitowano od 12 października do 28 grudnia 2022 w TV Tokyo i innych stacjach. Anime zostało wyreżyserowane przez Ryū Nakayamę i Makoto Nakazono, scenariusz napisał Hiroshi Seko, postacie zaprojektował Kazutaka Sugiyama, demony zaś Kiyotaka Oshiyama. Muzykę do serialu skomponował Kensuke Ushio. Motywem otwierającym jest „Kick Back” autorstwa Kenshiego Yonezu, natomiast motywami końcowymi każdego odcinka jest 12 utworów wykonanych przez różnych artystów. Prawa do dystrybucji serii poza Azją nabył Crunchyroll.
17 grudnia podczas wydarzenia Jump Festa ’24 zapowiedziano film anime zatytułowany Chainsaw Man – The Movie: Reze Arc. Za reżyserię odpowiadać będzie Tatsuya Yoshihara, natomiast reszta ekipy produkcyjnej odpowiedzialnej za serial powróci do prac przy filmie. Premiera w Japonii zaplanowana jest na 19 września 2025, natomiast do kin w Polsce film trafi 31 października tego samego roku.

### Lista odcinków
| №  | Tytuł                                                      | Reżyseria                     | Premiera             |
| -- | ---------------------------------------------------------- | ----------------------------- | -------------------- |
| 1  | Dog & Chainsaw Inu to Chensō (犬とチェンソー)              | Ryū Nakayama                  | 12 października 2022 |
| 2  | Arrival in Tokyo Tōkyō tōchaku (東京到着)                  | Tōko Yatabe                   | 19 października 2022 |
| 3  | Meowy’s Whereabouts Nyāko no yukue (ニャーコの行方)        | Hironori Tanaka               | 26 października 2022 |
| 4  | Rescue Kyūshutsu (救出)                                    | Tatsuya Yoshihara             | 2 listopada 2022     |
| 5  | Gun Devil Jū no akuma (銃の悪魔)                           | Yōsuke Takada                 | 9 listopada 2022     |
| 6  | Kill Denji Denji o korose (デンジを殺せ)                   | Shun Enokido                  | 16 listopada 2022    |
| 7  | The Taste of a Kiss Kisu no oaji (キスの味)                | Makoto Nakazono               | 23 listopada 2022    |
| 8  | Gunfire Jūsei (銃声)                                       | Shōta Goshozono, Takeshi Satō | 30 listopada 2022    |
| 9  | From Kyoto Kyōto yori (京都より)                           | Takahiro Kaneko               | 7 grudnia 2022       |
| 10 | Bruised & Battered Motto boroboro (もっとボロボロ)         | Tatsuya Yoshihara             | 14 grudnia 2022      |
| 11 | Mission Start Sakusen kaishi (作戦開始)                    | Makoto Nakazono, Takeshi Satō | 21 grudnia 2022      |
| 12 | Katana vs. Chainsaw Nihontō VS Chensō (日本刀VSチェンソー) | Ryū Nakayama                  | 28 grudnia 2022      |

## Odbiór

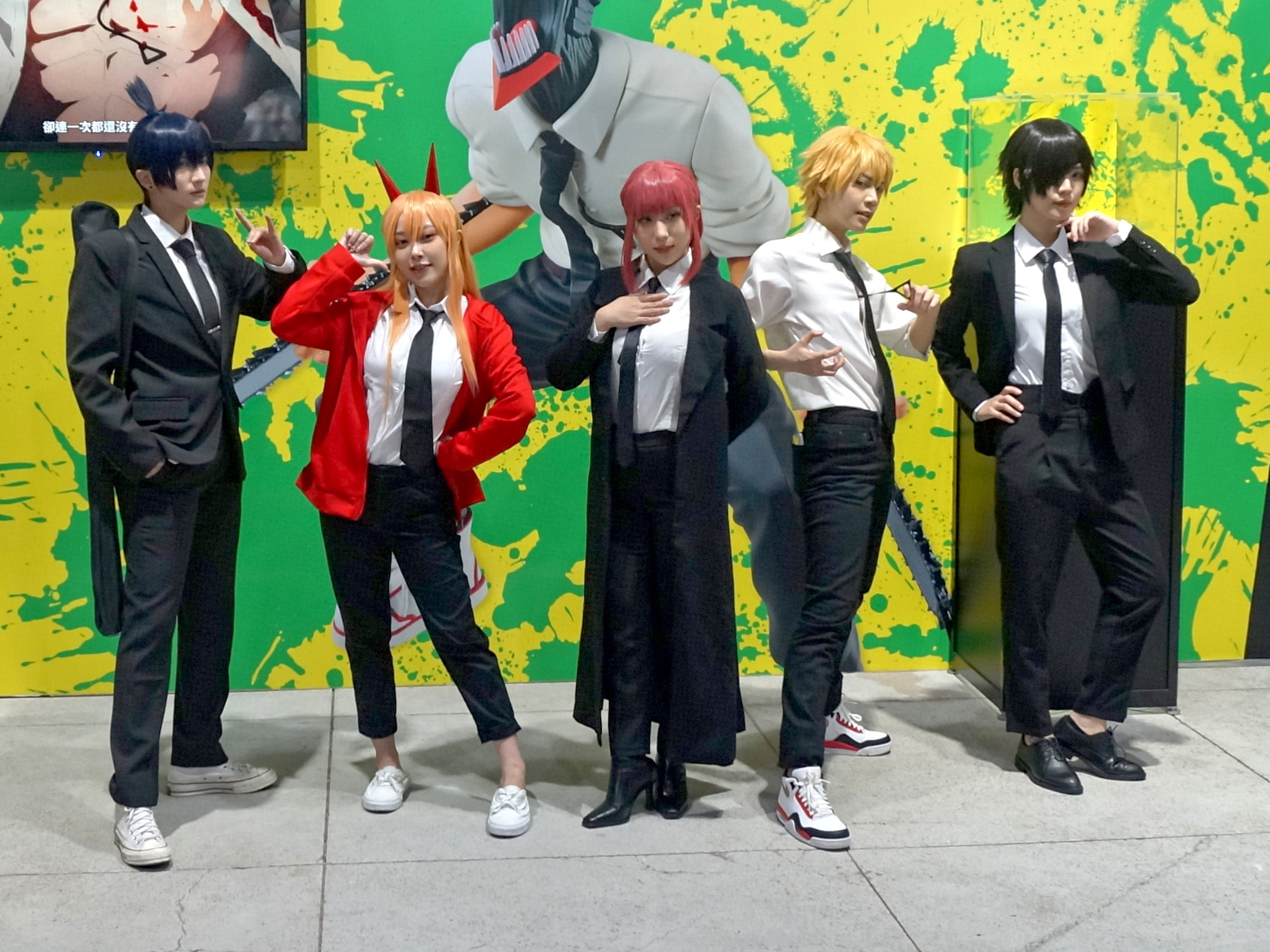
Cosplayerzy postaci z serii. Od lewej: Aki Hayakawa, Power, Makima, Denji i Himeno

W sierpniu 2020 podano, że wydrukowano 3 miliony kopii mangi.
W rankingu Kono manga ga sugoi! na 2020 rok seria znalazła się na 4. miejscu w kategorii dla chłopców. W marcu 2020 roku seria znalazła się na 10. miejscu w ankiecie przeprowadzonej przez AnimeJapan dotyczącej najbardziej pożądanych adaptacji w formie anime. Manga znalazła się w 2020 roku na drugim miejscu w rankingu najchętniej polecanych komiksów klubu Honya przeprowadzonym wśród pracowników księgarni w Japonii.
Tomek Piotrowski w swojej recenzji pierwszych trzech tomów mangi pochwalił przewrotne podejście do schematów shonen, nietuzinkowego bohatera i brutalne sceny akcji pasujące do horrorwego klimatu mangi.

### Nagrody i nominacje
| Rok  | Ceremonia        | Kategoria        | Rezultat   | Źródło |
| ---- | ---------------- | ---------------- | ---------- | ------ |
| 2019 | Next Manga Award | Edycja papierowa | 2. miejsce | [ 42 ] |
| 2020 | Manga Taishō     | Manga            | Nominacja  | [ 43 ] |